# David Henshaw
Pour les articles homonymes, voir Henshaw.
David Henshaw, né le 2 avril 1791 et mort le 11 novembre 1852, est le 14e secrétaire à la Marine des États-Unis, sous la présidence de John Tyler.

## Source
- (en) Cet article est partiellement ou en totalité issu de l’article de Wikipédia en anglais intitulé « David Henshaw » (voir la liste des auteurs).
- Notices d'autorité :   - VIAF
  - ISNI
  - LCCN
  - GND
  - Belgique
  - Israël
  - WorldCat